# Uszty-hantajkai-vízerőmű
Az Uszty-hantajkai-vízerőmű (orosz nyelven: Усть-Хантайская гидроэлектростанция [Uszty-Hantajszkaja gidroelektrosztancija], rövidítve: Uszty-Hantajszkaja GESZ) Oroszország ázsiai részén, Észak-Szibériában, a Hantajka folyón épített létesítmény, a világ egyik legészakibb vízerőműve.

## Ismertetése
A vízerőmű Norilszktól 140 km-re délre, Sznyezsnogorszk város közelében épült. Építése 1963-ban kezdődött és 1972-ben fejeződött be. A víztározó feltöltését 1970 áprilisában kezdték el. Az első blokkot 1970. novemberben, az utolsó, hetedik blokkot 1972 végén helyezték üzembe. Az egész létesítmény ipari használatba vétele hivatalosan 1975 őszén történt meg. 
A folyómeder gátja 420 m, a bal parti gát 1950 m, a jobb parti gát 2520 m hosszú. A 140 m hosszú, 20 m széles, 35 m magas géptermet a sziklába építették és hét blokkot: 7 × 65 MW turbinát és 7 × 63 MW generátort helyeztek el benne. Átadáskor az erőmű összteljesítmény 441 MW, átlagos termelése 2 milliárd kWh/év volt.
Kb. negyven évvel az üzembe helyezés után napirendre került a létesítmény felújítása. A teljes korszerűsítést – a turbinák cseréjét is beleértve – 2014-ben kezdték el és az utolsó, hetedik blokk üzembe helyezésével, 2021. október 17-én fejezték be. A korszerűsítés 511 MW-ra növelte az erőmű összteljesítményét és biztonságosabbá tette a régió villamosenergia-ellátását.
Az erőmű Norilszk, Igarka, Dugyinka várost és kisebb településeket, valamint az egész iparvidéket (bányászat, színesfém-kohászat) látja el villamos energiával.